# Liên hoan phim quốc tế Bắc Kinh
Liên hoan phim quốc tế Bắc Kinh (Tiếng Trung: 北京国际电影节) là một liên hoan phim diễn ra ở Bắc Kinh, Trung Quốc, thành lập năm 2011, liên hoan phim này được hỗ trợ và tài trợ bởi chính quyền thành phố Bắc Kinh. Liên hoan phim này là một trong những liên hoan phim nổi bật nhất thế giới và từ khi được bắt đầu đã thu hút được sự tham gia của nhiều nhà giám sát, đạo diễn, nhà sản xuất, người đứng đầu các xưởng phim tại Hollywood cũng như các nhà làm phim và diễn viên trên khắp thế giới. Nó đóng vai trò như một địa điểm để các nền văn hóa trên toàn cầu giao lưu.
Trong bối cảnh phòng vé của Trung Quốc đã mở rộng theo cấp số nhân trong thập kỷ qua, liên hoan phim này nhằm mục đích cung cấp một diễn đàn cao cấp cho sự tương tác giữa ngành công nghiệp điện ảnh Trung Quốc và quốc tế . Các liên hoan phim khác ở Bắc Kinh bao gồm Liên hoan phim độc lập Bắc Kinh 北京独立电影节 và Liên hoan phim Queer Bắc Kinh 北京酷儿影展 (Liên hoan phim LGBT).
Mục đích của sự kiện là "tích hợp các nguồn phim trong nước và quốc tế của Trung Quốc để xây dựng một nền tảng triển lãm, trao đổi và giao dịch."

## Chinese Award
| Năm  | Giải thưởng |
| ---- | --- |
| 2013 | Phim xuất sắc nhất: "Nạn đói 1942", Nữ diễn viên chính xuất sắc nhất: Nhan Bính Yến "Vạn tiễn xuyên tâm", Hiệu ứng hình ảnh xuất sắc nhất: Thường Hồng Tùng "Nạn đói 1942".                                          |
| 2014 | Đạo diễn xuất sắc nhất: Vương Gia Vệ “Nhất đại tông sư” , Kịch bản xuất sắc nhất: Chu Trí Dũng, Trương Ký, Lâm Ái Hoa “American Dreams in China”, Nữ diễn viên chính xuất sắc nhất: Chương Tử Di "Nhất đại tông sư”. |
| 2015 | Lương Gia Huy "Trí Thủ Uy Hổ Sơn", Hiệu ứng hình ảnh xuất sắc nhất: Guo Jianquan (với Christian Lalu) "Wolf Totem".                                                                                                  |
| 2016 | Nam diễn viên phụ xuất sắc nhất:: Kim Sĩ Kiệt "Bậc thầy võ thuật", Hiệu ứng hình ảnh xuất sắc nhất: Vương Trình Trình "Cút ngay! U Quân".                                                                            |
| 2017 | Nam diễn viên xuất sắc nhất: Phạm Vĩ "不成问题的问题", Kịch bản xuất sắc nhất: Mei Feng, Huang Shi "不成问题的问题 ".                                                                                                |
| 2018 | Hiệu ứng hình ảnh xuất sắc nhất: " Operation Red Sea " |

## Lần thứ 1
Từ ngày 23 đến 28 tháng 4 năm 2011, Bắc Kinh tổ chức Liên hoan phim quốc tế Bắc Kinh lần thứ nhất, đây là một trong những thương hiệu giao lưu văn hóa mang phong cách Bắc Kinh, đặc sắc Trung Hoa và phong vị thế giới do Bắc Kinh tạo dựng. Được tài trợ bởi Chính quyền Nhân dân Thành phố Bắc Kinh và Cục Quản lý Nhà nước về Phát thanh, Điện ảnh và Truyền hình.
Liên hoan phim quốc tế Bắc Kinh lần thứ nhất bao gồm sáu phần chính: lễ khai mạc mùa phim, chiếu phim ở Bắc Kinh, diễn đàn quyến rũ điện ảnh Bắc Kinh, đàm phán phim Bắc Kinh, hòa nhạc phim, Lễ tổng kết và lễ trao giải Liên hoan phim Đại học Bắc Kinh lần thứ 18 và sáu phần chính. Ban tổ chức họp báo tại khách sạn Bắc Kinh, giới thiệu công tác chuẩn bị tổng thể cho mùa phim.

### Tham gia
Bắt đầu từ ngày 20/4, 160 phim được trình chiếu tại 20 rạp ở Bắc Kinh. Từ đây, khán giả  được thưởng thức những tác phẩm điện ảnh tiêu biểu nhất đến từ 42 quốc gia, vùng lãnh thổ trong và ngoài nước, bao gồm cả phim đoạt giải Oscar lần thứ 83 Thiên nga đen, "Mạng xã hội", phim hay nhất Liên hoan phim Cannes Thi ca, Grand Prix Liên hoan phim Berlin One War, phim truyện hay nhất Liên hoan phim Moscow Pháo đài Brest. "Chiếu phim ở Bắc Kinh" kéo dài 10 ngày được chia thành hai phần, trong nước và nước ngoài, lần lượt bố trí sáu đơn vị chiếu. Trong đó, triển lãm phim "Hình ảnh đô thị · Bắc Kinh" giới thiệu thành phố Bắc Kinh và 20 bộ phim nổi bật. được lọt vào danh sách "Triển lãm phim tài liệu", trở thành điểm nhấn lớn nhất của sự kiện này.

### Diễn đàn phim
"Diễn đàn quyến rũ điện ảnh Bắc Kinh" lần đầu tiên quy tụ 22 chủ tịch liên hoan phim nổi tiếng quốc tế và các nhân vật cấp cao tại Bắc Kinh, dẫn đến sự quy tụ đông đảo nhất các chủ tịch liên hoan phim thế giới. Tám chủ tịch liên hoan phim hạng A sẽ tập trung vào "Liên hoan phim và Cities "Một cuộc đối thoại cấp cao đã được đưa ra về chủ đề" Ảnh hưởng "; tại diễn đàn" Con đường hợp tác sản xuất phim Trung Quốc và nước ngoài ", Eric Garland, Chủ tịch Trung tâm Phim và Hoạt hình Quốc gia Pháp, đạo diễn người Anh. Phil Aigeland, và đạo diễn Pháp Jean-Jacques Annaud, mười một nhà lãnh đạo, nhà sản xuất, đạo diễn và luật sư nổi tiếng trong và ngoài nước, bao gồm Hàn Tam Bình, Ng See-yuen, Vương Trung Quân,... đã có bài phát biểu về "Con đường hợp tác điện ảnh Trung-Âu". Trong giai đoạn này, 30 dự án hợp tác được đàm phán và ký kết hợp tác sản xuất "Phi hổ", "Con đường của chuột"; Diễn đàn "Đối thoại giữa đạo diễn nổi tiếng Trung Quốc và nước ngoài" cũng đã thu hút được sự quan tâm lớn của các nhà làm phim trong và ngoài nước. Đồng thời, bốn bài giảng được tổ chức tại Học viện Điện ảnh Bắc Kinh từ ngày 25 đến ngày 27 tháng 4. Bảy chuyên gia công nghệ điện ảnh nổi tiếng giảng về bốn chủ đề công nghệ điện ảnh bao gồm khám phá phương thức đổi mới phim hoạt hình 3D kỹ thuật số của thế giới.

### Khai mạc
Mở màn cho mùa phim này, lễ khai mạc được tổ chức tại Nhà hát lớn từ 17 giờ đến 21 giờ ngày 23 tháng 4. Lễ khai mạc có sự góp mặt của dàn sao trên thảm đỏ, Thành Long, Chương Tử Di, Từ Phàm, Trương Quốc Lập Thang Duy, Lê Minh, Phạm Băng Băng, Cha Tae-hyun, Park Chae-rim các ngôi sao Trung Quốc và nước ngoài khác, hơn một trăm người bao gồm chủ tịch LHP quốc tế và các đạo diễn nổi tiếng trong và ngoài nước tham dự lễ thảm đỏ. Tiệc khai mạc tập trung vào những thành tựu vẻ vang của điện ảnh Trung Quốc và những thành tựu nổi bật khi “ra lò”, đồng thời giới thiệu đến khán giả một màn trình diễn sân khấu lồng ghép giữa yếu tố Bắc Kinh, yếu tố quốc tế và yếu tố điện ảnh. Tại lễ bế mạc ngày 28/4, Ban tổ chức trao giải tôn vinh phim tài liệu xuất sắc mùa phim và giải thưởng của Liên hoan phim sinh viên các trường đại học, đài CCTV và BTV-1 phát sóng lễ khai mạc và bế mạc. Ngoài ra, sẽ có hai buổi chiếu phim tại Đại lễ đường Nhân dân vào các ngày 26 và 27.

### Đại sứ hình ảnh
Đại sứ của Liên hoan phim quốc tế Bắc Kinh lần thứ nhất là Thành Long và Chương Tử Di.

## Lần thứ 2
Liên hoan phim quốc tế Bắc Kinh lần thứ hai được tổ chức từ ngày 23 đến ngày 28 tháng 4 năm 2012, với Công viên Olympic Bắc Kinh là khu vực chính và Trung tâm Hội nghị quốc gia là địa điểm. đàm phán phim đã được tổ chức., Lễ bế mạc (Hòa nhạc), Lễ hội điện ảnh và các hoạt động chính khác, cũng như các hoạt động liên quan như trao đổi kinh doanh điện ảnh, Liên hoan phim sinh viên Đại học Bắc Kinh lần thứ 19, Liên hoan phim từ thiện thanh niên Bắc Kinh lần thứ 8 và Bắc Kinh Triển lãm Phim quốc gia.
Liên hoan phim quốc tế Bắc Kinh lần thứ 2 có 260 bộ phim xuất sắc đến từ 54 quốc gia và vùng lãnh thổ đến gặp gỡ các vị khách Trung Quốc và nước ngoài cũng như khán giả Bắc Kinh tại buổi chiếu tại Bắc Kinh; Mười năm chủ tịch liên hoan phim quốc tế, bao gồm chủ tịch Liên hoan phim quốc tế Warsaw Stephen Laudin, chủ tịch liên hoan phim quốc tế Montreal ông Sergey Lossec, và chủ tịch Liên hoan phim quốc tế Locarno ông Marco Solari sẽ tham dự sự kiện lần thứ hai; Đạo diễn nổi tiếng James Cameron, Chủ tịch 20th Century Studios James Gianopoulos, ngôi sao điện ảnh nổi tiếng thế giới Keanu Reeves, Hãng phim Disney của Mỹ, Công ty Shochiku Nhật Bản và mười giám đốc điều hành của các công ty điện ảnh nổi tiếng sẽ tham gia liên hoan phim này, và 200 công ty nổi tiếng trong và ngoài nước sẽ tham gia vào các hoạt động đàm phán phim của liên hoan phim này. Quy mô hoành tráng và quy tụ dàn khách mời là những điểm nhấn và đặc trưng của Liên hoan phim quốc tế Bắc Kinh lần thứ hai.

### Khai mạc

#### Tóm lược
Liên hoan phim quốc tế Bắc Kinh lần thứ hai khai mạc tại Trung tâm Hội nghị quốc gia vào ngày 23 tháng 4 năm 2012. Các nhà làm phim Trung Quốc và nước ngoài được mời tham dự lễ khai mạc. Lễ khai mạc bao gồm hai phần: "Thảm đỏ" và "Lễ khai mạc". Thể hiện đầy đủ những thành tựu của sự phát triển vĩ đại và thịnh vượng của ngành phát thanh, điện ảnh và truyền hình Bắc Kinh, đổi mới hơn nữa các khái niệm và phương pháp, sử dụng sức mạnh khoa học và công nghệ, tích hợp các yếu tố Bắc Kinh, tạo ra một bộ phim tâm trạng, tạo ra một bữa tiệc nghe nhìn, phản ánh rõ nét quốc tế tiêu chuẩn, đặc điểm Trung Quốc và phong cách Bắc Kinh, và tạo thành một động lực tráng lệ Và sức hấp dẫn cảm xúc mạnh mẽ, làm nổi bật nét quyến rũ độc đáo của văn hóa phim. Có sự tham gia của nhiều ngôi sao như đạo diễn "Avatar" James Cameron, Keanu Reeves, Trương Kỷ Trung, Nhĩ Đông Thăng, Diêu Thần, Ô Quân Mai, Châu Đông Vũ, đoàn làm phim Tứ đại danh bổ, biên kịch bom tấn Hollywood Avengers.